# Metafizikus költők
A metafizikus költők  (metaphysical poets) egy szabadon értelmezett brit lírikus költőkből álló csoport volt a 17. században, akik mindannyian osztoztak a metafizika iránti érdeklődésükben és annak hasonló módszerekkel történő vizsgálatában. A „metafizikus” jelzőt Samuel Johnson, 18. századi angol kritikus adta Life of Cowley című művében.  Azonban a költők maguk nem formáltak iskolát vagy indítottak mozgalmat, legtöbbjük nem is ismerte egymást és nem olvasták egymás műveit. Stílusukat az eszesség, az alapos fogalmi kifejtés, a „metafizikus elmés hasonlat”, és/vagy egy szokatlan hasonlat vagy metafora jellemezi. Jó példa erre Andrew Marvell a lélek és egy harmatcsepp érdekes hasonlata. Számos metafizikus költőre nagy hatással volt a neoplatonizmus, főleg John Donne-ra.  A legfőbb platóni felfogás szerint, mely megtalálható a metafizikus költeményekben, szerettünk szépségének tökéletessége úgy működik, mint az örökkévalóság tökéletes szépségére való emlékezés. Lukács György, marxista esztéta híres megfogalmazása szerint a csoport közös ismertető jegye az, hogy mindannyian a „kézzel fogható mögé néznek” és „megpróbálják saját tükörképüket kitörölni, úgy hogy a tükör a nem-most-ot és a nem-itt-et  mutassa, mintegy előre vetítve a későbbi egzisztencializmust.”

## A név eredete
Samuel Johnson egyik írásában (Life of Cowley) utal a 17. század elején lévő költők egy csoportjára „Metafizikus költők” néven. Ez azonban nem jelenti azt, hogy a metafizikus jelzőt eredeti értelmében használta volna, valószínűbb, hogy John Dryden angol író és költő John Donne-ra vonatkozó szellemeskedésére utal.

## Metafizikus költők
- John Donne
- George Herbert
- Andrew Marvell
- Robert Southwell
- Thomas Traherne
- Henry Vaughan
- George Chapman

Néha a következő költőket is ide sorolják:
- Thomas Carew
- Abraham Cowley
- Richard Crashaw
- Edward Herbert
- Richard Leigh
- Richard Lovelace
- Katherine Philips
- Sir John Suckling
- Edward Taylor

A csoport nagy hatást gyakorolt a 20. század költészetére, főleg T. S. Eliot révén, kinek The Metaphysical Poets (1921) című esszéje újra felkeltette az olvasók érdeklődését a metafizikus költők iránt.

## Külső hivatkozások
- T.S. Eliot: The Metaphysical Poets című esszéje angolul
- Metafizikus költemények angolul